# Owersby
Owersby est une paroisse civile du Lincolnshire, en Angleterre.